# Lawinenbulletin

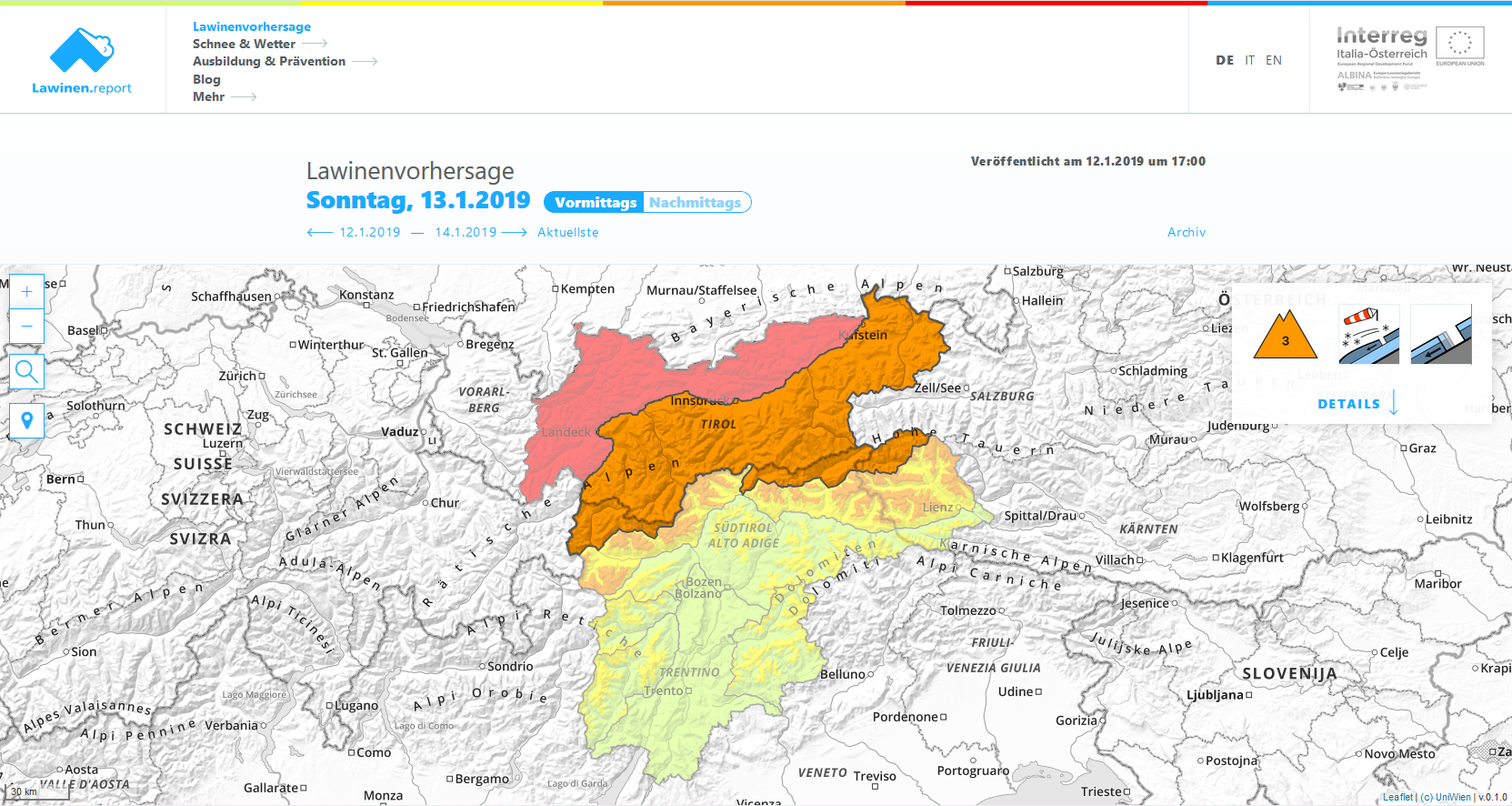
Beispiel für ein grenzüberschreitendes Lawinenbulletin (Europaregion Tirol-Südtirol-Trentino)

Das Lawinenbulletin (deutsch Lawinenlagebericht) ist eine in den Wintermonaten täglich erscheinende, amtliche Information zur Schneesituation und der Lawinengefahr für ein bestimmtes Gebiet. 
Es enthält insbesondere Informationen über:
- Meteorologische Gegebenheiten in einer bestimmten Region
- Schneedeckenaufbau und -stabilität
- Lawinen-Auslösewahrscheinlichkeit
- Auswirkungen für Verkehrswege und Siedlungen/Empfehlungen

sowie
- Hinweise für Personen außerhalb gesicherter Zonen/Empfehlungen
- eine zusammenfassende Beurteilung der Lawinengefahr, angegeben durch die Gefahrenstufe.

Die Gefahrenstufen nach der europäischen Lawinengefahrenskala für Lawinen gelten einheitlich im gesamten Alpengebiet. Das Lawinenbulletin wird von den nationalen und regionalen Lawinenwarnzentralen der  Alpenländer erarbeitet und per Web, App, Telefonansage und z. T. über RSS-Feed, Faxabruf oder -abo, per SMS, als Newsletter und im Videotext herausgegeben. Es dient den lokalen Lawinenkommissionen als Teilgrundlage für Verfügungen wie die Sperrung von Straßen und die Evakuierung von Häusern und Quartieren. Auf der anderen Seite dient es der Vorbereitung für Tourenskifahrer, Bergwanderer und Bergsteiger.

## Verbindlichkeit des Lawinenbulletin
Ein Lawinenbulletin ist lediglich auf die Region anwendbar, für welche dieses ausgestellt wurde. Das Lawinenbulletin kann keine Beurteilung der lokalen Gegebenheiten durch die betroffenen Personen ersetzen. Insbesondere ist durch ein Lawinenbulletin keine Einzelbeurteilung eines Lawinenhanges möglich. Die lokale Lawinengefahr an einem bestimmten Hang kann von einer allgemeinen Lawinengefahr, die im Lawinenbulletin festgestellt wird, deutlich abweichen.